# Bastion Saint-Sébastien
 (août 2019).
Si vous disposez d'ouvrages ou d'articles de référence ou si vous connaissez des sites web de qualité traitant du thème abordé ici, merci de compléter l'article en donnant les références utiles à sa vérifiabilité et en les liant à la section « Notes et références ».
Le bastion Saint-Sébastien est un Bastion située à El Jadida, au Maroc.

## Localisation
Il se trouve sur la Médina dans la Cité portugaise.

## Histoire